# ファルコモン
ファルコモンはデジタルモンスターシリーズに登場する架空の生命体・デジタルモンスターの一種。

## 概要
デジモンアクセルで初登場し、その後アニメ・デジモンセイバーズでは同名ではあるがかなり容姿に変更が加わったバージョンが製作された。当初のデザインは目やクチバシが大きく、太く見えながらもどちらかと言えば鋭い印象であるのに対して、セイバーズで登場したタイプは黒く忍者のイメージが付き、全体的に丸くハヤブサというよりむしろフクロウを思わせるデザインになっている（ただし前者にしてもハヤブサをイメージしたものであるとは言いがたいデザインと言える）。

## 種族としてのファルコモン
高山地帯に生息し、岩場を高速でかける強力な脚力を持つ鳥型デジモン。

### 基本データ
- 世代/成長期
- タイプ/鳥型
- 属性/ワクチン
- 必殺技/スクラッチスマッシュ、ファルコラッシュ

### セイバーズ
- 世代/成長期
- タイプ/鳥型
- 属性/ワクチン

翼が発達し、飛行能力に長けた亜種。
- 必殺技
  - 手裏裏剣：硬質な羽でできた十字手裏剣を無数に投げつける。
  - スクラッチスマッシュ：翼についた爪でひっかく。
- 得意技
  - 打竹落し：竹筒に火薬を詰め込んだ「打竹」を上空から無数に落とす。

### 亜種・関連種・その他
- ディアトリモン
- ヴァロドゥルモン
- ドットファルコモン
- ペックモン
- ヤタガラモン
- レイヴモン

## 登場人物としてのファルコモン
- デジモンセイバーズ - 声優は神代知衣。イクトと共にユキダルモンに育てられ、ユキダルモン亡き後はイクトのパートナーとなり、戦うことになる。